# Găureni, Ialoveni
Găureni este un sat din cadrul comunei Zîmbreni din raionul Ialoveni, Republica Moldova, separat de satul Zîmbreni prin râul Botna. Este învecinat cu Zîmbreni și Horești.
Satul Găureni nu are oficiu poștal, școală, grădiniță sau alte clădiri importante de acest gen, toate acestea aflându-se în satul Zîmbreni.

## Istorie
Satul lui Ion Găureanul este menționat pentru prima dată în 1527:
„Ca mila lui Dumnezeu, noi Petru voievod, domn al Țării Moldovei. Semn dăm tuturor celor ce vor auzi și vor vedea că credincioși slugile noastre, Dracsin Purcel și Isac și Ilea au slugit noauă cu dreaptă credință, cu a lor slujba și dela noi l-am miluit cu deosebită milă și le-am dat si le-am întărit den a noastră danie, dela fratele domniei mele Bogdan voievod, un loc de câmpie pe Botna cea Mare, pe de acea parte de Botna, pe din jos de Ion Gaureanul în gura vaiei, unde dă în matcă, ca să-și facă deosebit satu, ca să fie dela noi uric cu tot cuprinsul, a fiilor, nepoților, a strănepoților și la tot neamul, ce i se va trage de aproape, nestrămutat niciodată, în veac. Iar hotarul acestui mai sus loc de câmpu, ce iaste pe Botna cea Mare, pede aceasta parte de Botna, pe den jos de Ion Găureanul, pen gura văii, unde dă în matcă, ca să fie pe cât se va putea a trăi un sat.

...

S'au scris în Huși, vleat 7035 <1527> Martie 9.”
În 1904, satul aparținea de județul Chișinău, volostea Costești. Avea 63 de case cu o populație de 570 de oameni. Era deschisă o biserică cu hramul Adormirii Maicii Domnului.

## Simboluri
Descrierea stemei: Scartelat, de aur și roșu, cu un disc negru broșând, încărcat cu un zimbru stând, cu capul întors văzut din față, de argint. Scutul timbrat de o coroană sătească de argint.
Drapelul reprezintă o pânză pătrată, scartelată galben și roșu, purtând în mijloc un disc negru broșând, încărcat cu un zimbru stând, cu capul întors văzut din față, alb.

## Demografie

### Structura etnică
Structura etnică a localității conform recensământului populației din 2004:
| Grup etnic                    | Populație | % Procentaj |
| ----------------------------- | --------- | ----------- |
| Băștinași declarați Moldoveni | 532       | 99,63%      |
| Ruși                          | 2         | 0,36%       |
| Total                         | 534       |             |